# Vasile Alecsandri
Vasile Alecsandri, né le 21 juillet 1821 à Bacău (Moldavie, Roumanie), mort le 22 août 1890 à Mircești, est l'une des grandes figures de la renaissance culturelle roumaine. Poète, dramaturge, folkloriste, diplomate et homme politique, il est considéré comme le créateur du théâtre et de la littérature en Roumanie, après avoir été une personnalité marquante de la principauté de Moldavie dont il a soutenu l'union avec la Valachie. Il était membre de l'Académie roumaine.

## Biographie
Il est le fils d'un boyard, Vasile Alecsandri et de Elenei Cozoni, fille d'un marchand. Le couple a sept enfants, dont trois survivent. La famille prospère dans le commerce du sel et des céréales. En 1828, elle s'installe dans une vaste propriété à Mircești, un village près de la rivière Siret. Vasile étudie auprès d'un moine, Gherman Vida. Entre 1828 et 1834, il étudie dans le pensionnat de garçons de Victor Cuening à Iași. En 1834, il se rend à Paris, en compagnie de Ion Negulici, Alexandru Ioan Cuza et Nicu Doncan, pour suivre des études de pharmacie, de médecine et de droit, vite abandonnées pour ce qu'il considère comme la « passion de sa vie », la littérature. Ses premiers essais littéraires sont en français, langue qu'il maîtrise particulièrement bien. Il fait un bref retour dans son pays, puis repart pour visiter l'Italie, l'Espagne et le sud de la France.
En 1840, il est nommé directeur du Théâtre national de Iași. Il écrit sa première pièce, Farmazonul din Hârlău, suivie en 1844 de Iorgu de la Sadagura, une comédie, toutes deux représentées avec succès. Il collabore à Dacia literară, premier magazine littéraire en roumain, fondé par Mihail Kogălniceanu, ainsi qu'à Albina Românească, premier quotidien en roumain en Moldavie. Il publie également Propășirea, renommé ensuite Foaie Științifică și Literară, en 1843, avec Mihail Kogălniceanu, Ion Ghica et Petre Balș.
En 1844, il est invité à une réception chez son ami Costache Negri. Il tombe immédiatement amoureux de la sœur de Negri, qui à 21 ans est une jeune divorcée, et qui répond favorablement à ses déclarations. Il lui écrit des poèmes d'amour, mais Elena est frappée par une maladie qui l'oblige à partir quelque temps pour Venise. Vasile l'y rejoint. Ensemble, ils vont entreprendre un voyage en Autriche, en Allemagne, et en France. La maladie d'Elena s'aggrave à Paris. Ils repartent en Italie, puis prennent un navire français pour regagner leur pays. Elena meurt au cours du voyage. Vasile lui dédie le poème Steluța (« Petite étoile »), puis le recueil Lăcrimioare (« Petites larmes »).
En 1848, Alecsandri est un des chefs de file du mouvement révolutionnaire basé à Iași. Son poème Către Români (« Aux Roumains »), plus tard renommé Deșteptarea României (« L'éveil de la Roumanie »), est un appel au peuple pour qu'il rejoigne la cause révolutionnaire. Avec Mihail Kogălniceanu et Costache Negri, il écrit le manifeste du mouvement révolutionnaire de Moldavie : Dorințele partidei naționale din Moldova (« Les souhaits du Parti national de Moldavie »).
Après l'échec de la révolution, il quitte la Moldavie, via la Transylvanie et l'Autriche, pour Paris, où il continue à écrire des poèmes politiques.
En 1850, il revient dans son pays avec une nouvelle pièce, Chirița în Iași, qui remporte un triomphe. Il parcourt la Moldavie pour faire la collecte des traditions populaires et du folklore roumain, travail qui sera publié en 1852 et 1853. Le contenu de cette œuvre monumentale, les poèmes en particulier, nourrissent la conscience nationale roumaine en émergence, particulièrement les ballades Miorița, Toma Alimoș, Mânăstirea Argeșului, et Novac și Corbul. Il publie en outre un volume de poésie originale, Doine și Lăcrămioare, qui consacre sa réputation.
Alecsandri jouit désormais d'une autorité incontestable dans les cercles culturels, il est le principal instigateur de România Literară, le mouvement qui regroupe les écrivains moldaves et valaques et qui prône plus que jamais la réunion des roumanophones en un seul état : la Roumanie. En 1856, il publie dans Steaua Dunării, le journal de Mihail Kogălniceanu, le poème Hora Unirii, qui devient l'hymne quasi-officiel des unionistes.
À la fin de 1855, Vasile Alecsandri, à 35 ans, tombe amoureux de Paulina Lucașievici, la fille d'un aubergiste. Le couple s'installe dans la propriété de Vasile à Mircești. En 1857, leur fille Maria naît.

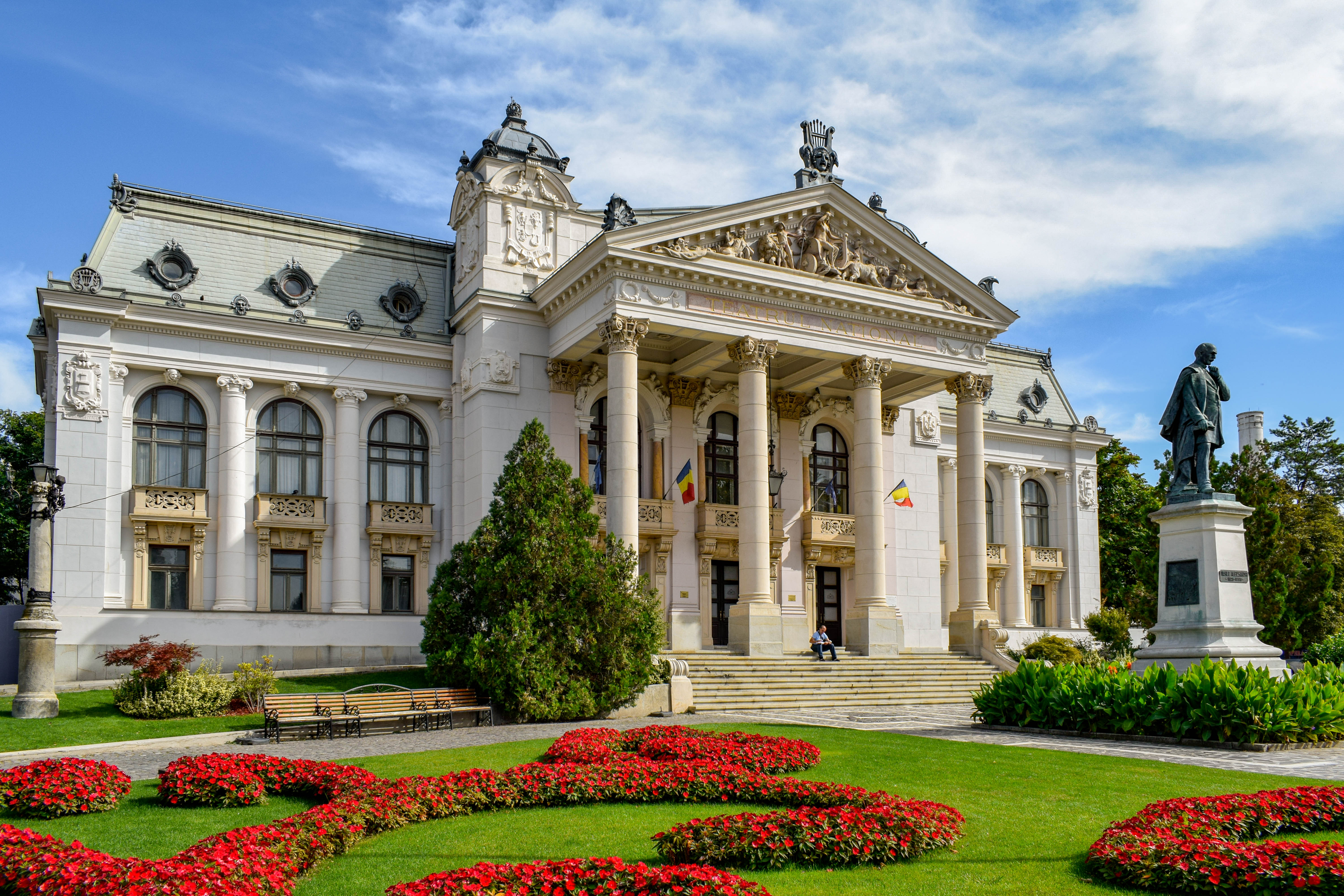
Théâtre National Vasile Alecsandi de Iasi

À partir de 1859, les aspirations des unionistes roumains commencent à se réaliser. Après l'union des principautés danubiennes, Alecsandri est nommé par le prince régnant Alexandru Ioan Cuza ministre des Affaires étrangères, et déploie une intense activité diplomatique : il se déplace en Europe de l'Ouest et notamment à Paris, pour faire reconnaître le nouvel état par les puissances occidentales, qui inclinent plutôt à maintenir l'emprise ottomane dans les Balkans afin de contenir les aspirations à l'auto-détermination des peuples de cette région.
Fatigué par ces nombreux voyages, Vasile Alecsandri se retire de la scène publique, et s'installe définitivement à Mircești en 1860. Son union avec Paulina devient officielle en 1876. L'écrivain se consacre ensuite à ses poèmes lyriques et épiques, à ses comédies et à ses drames ; parmi eux, figure le Trăiască Regele (« Longue vie au roi »),  l'hymne national du royaume de Roumanie. Il ne perd pas pour autant ses relations avec ses anciens amis poètes et littérateurs, tels Ion Ghica ou la princesse Aurélie Ghika, veuve de Grigore Ghica et femme de lettres, qui s'est retirée en France et continue à entretenir des relations épistolaires. Ceux-ci sont aussi d'ailleurs, pour la plupart,  ses « frères humanistes ».
Vasile Alecsandri meurt chez lui en 1890 des suites d'un cancer.